# Leopold Trepper
Leopold Trepper, Jean Gilbert, pseud. Wielki Szef (ur. 23 lutego 1904 w Nowym Targu, zm. 19 stycznia 1982 w Jerozolimie) – agent wywiadu wojskowego Związku Radzieckiego (działający głównie w czasie II wojny światowej), organizator i szef siatki agenturalnej znanej jako Czerwona Orkiestra.

## Życiorys
Urodził się w rodzinie żydowskiej. Gdy miał trzynaście lat zmarł mu ojciec na atak serca, co spowodowało, że musiał przerwać naukę w szkole i zacząć pracować na utrzymanie rodziny. Pracował w różnych kopalniach na terenie Galicji. W 1923 roku został przywódcą strajku w Dąbrowie. Po stłumieniu strajku przez polską policję i wojsko, został skazany na 8 miesięcy więzienia. Po zwolnieniu, został umieszczony na tzw. czarnej liście i nie mógł dostać żadnej pracy. Tego samego roku, zwrócił się o pomoc do Ha-Szomer Ha-Cair (Młody Strażnik), natomiast z pomocą organizacji Hechaluc (Pionier) opuścił Polskę i udał się do Palestyny, już jako członek syjonistyczno-socjalistycznego ruchu Ha-Szomer Ha-Cair. Na miejscu znalazł pracę na plantacji, ale czując się wykorzystywanym i nienależycie wynagradzanym przez właściciela doszedł do wniosku, że powinien walczyć o równość społeczną i wstąpił do Komunistycznej Partii Palestyny. Pracę na plantacji podsumował następująco: Mieszkaliśmy w namiotach. Pracowaliśmy od świtu do zmroku, stojąc po kolana w błocie. W nocy nie mogliśmy spać atakowani przez tysiące moskitów. Codziennie trzech lub czterech z nas zapadało na malarię.
W związki małżeńskim z Lubą Brojde (Żydówką urodzoną w Drohobyczu) urodził mu się syn Michel.
Po aresztowaniu za działalność wywrotową, w 1930 roku został deportowany do Francji. W Marsylii zetknął się z radziecką siatką wywiadowczą, dla której pracował przez kolejne trzy lata. Dla wywiadu radzieckiego był bardzo cennym nabytkiem, ponieważ był zażartym komunistą znającym wiele języków w tym francuski i niemiecki. W 1933 roku francuska policja wpadła na trop tej siatki, Trepper musiał uciekać do Berlina, skąd z pomocą ambasady ZSRR przedostał się do Moskwy. Później dołączyła do niego żona wraz z synem.
W 1936 roku został wysłany do Paryża – już jako agent Głównego Zarządu Wywiadowczego – z zadaniem ustalenia kto, jak i dlaczego przed trzema laty wsypał jego kompanów z komunistycznej siatki wywiadowczej. Sprawność, z jaką wykonał swoje zadanie, zwróciła na niego uwagę szefów wywiadu wojskowego, którzy w 1937 roku wysłali go ponownie do Paryża, w celu zbudowania siatki wywiadowczej, która miała obejmować zasięgiem państwa Europy Zachodniej.
Po kilkumiesięcznych przygotowaniach, wiosną 1938 roku, posługując się kanadyjskim paszportem, wyruszył w drogę przez Finlandię i Szwecję z zamiarem dotarcia do Belgii. Mając do dyspozycji 10 000 dolarów kanadyjskich, otworzył firmę, która była przykrywką dla działalności wywiadowczej.
W sierpniu 1940 roku, po klęsce Francji otworzył podobną firmę „Simexco” w Paryżu, której celem było m.in. zbieranie informacji na temat niemieckich przygotowań do wojny z ZSRR. Udało mu się zwerbować Annę Margaret Hoffmann-Schiltz, pracownicę sekretariatu niemieckiego ambasadora Ottona Abetza.
W lutym 1941 roku Trepper uzyskał informacje od zagorzałego antyhitlerowca, oficera Luftwaffe Harro Schulze-Boysena, że atak Niemiec na ZSRR nastąpi 15 maja 1941. Z taką informacją udał się do Vichy na spotkanie z attaché wojskowym generałem Iwanem Susłoparowem, aby ostrzec o planach niemieckich. Do planowego ataku na dzień 15 maja nie doszło z uwagi na inwazję wojsk niemieckich na państwa bałkańskie. Ponownie spotkali się 21 czerwca, na dzień przed faktycznym atakiem na ZSRR. Trapper już wiedział, że III Rzesza zaatakuje Związek Radziecki najpóźniej 22 czerwca. Stalin po otrzymaniu tej informacji stwierdził, że Trepper uległ angielskiej propagandzie.
14 grudnia 1941 roku o mały włos nie wpadł podczas obławy przeprowadzonej przez żołnierzy Abwehry w brukselskiej dzielnicy Etterbeek – w jednym z mieszkań przy Rue des Atrébates pracowali radiotelegrafiści siatki (od czerwca do grudnia 1941 roku wysłali ponad 1000 meldunków). Gdy nad ranem, nieświadomy nocnej akcji Abwehry, przybył do mieszkania nie okazał zdenerwowania, został przez nich wylegitymowany i wypuszczony wolno.
Wpadł pod koniec 1942 roku w wyniku zdrady swojego zastępcy (agent o ps. „Mały Szef”). Został złapany przez agentów Gestapo podczas rutynowej wizyty u dentysty dr. Maleplate. Trepper zgodził się współpracować z Niemcami, jego zeznania pozwoliły na zlikwidowanie całej siatki „Czerwonej Orkiestry” do końca 1942 roku. Chętnie podawał nazwiska współpracowników, adresy, punkty kontaktowe i fikcyjne firmy. Niewykluczone, że w ten sposób realizował wcześniej przygotowany i zatwierdzony plan w Moskwie; podjąć współpracę z Niemcami, zdradzić tych najmniej ważnych, a ocalić najważniejszych agentów.
W końcu lutego 1943 roku umieszczono go w domu na przedmieściach Paryża, gdyż był jeszcze przydatny Niemcom w ich grze z Rosjanami. Udało mu się przekonać gestapowców, że powinien odwiedzić te miejsca w Paryżu i Brukseli, z których nadawał meldunki, gdyż w przeciwnym wypadku Rosjanie zorientowaliby się, że coś mu się przytrafiło i cała gra dezinformacji spaliłaby na panewce. Do ochrony przydzielono mu tylko jednego gestapowca, w dodatku nałogowego alkoholika, Willy’ego Berga.
13 sierpnia 1943 roku podczas podróży do Paryża Trepper, wykorzystując stan psycho-fizyczny Berga (który leczył kaca), wszedł do apteki i tylnym wyjściem uciekł gestapowcowi.
Trepper powrócił do Moskwy w styczniu 1945, został z rozkazu Stalina aresztowany, a następnie był więziony do 1955 roku. Po wyjściu z więzienia przeprowadził się do Polski, gdzie mieszkała jego żona i trzej synowie. Został przewodniczącym Towarzystwa Społeczno-Kulturalnego Żydów. Po wojnie sześciodniowej i antyżydowskiej kampanii roku 1968, w czasie której napisał list protestacyjny do Władysława Gomułki, bezskutecznie starał się o zgodę na emigrację do Izraela. Pozwolenie otrzymał dopiero na skutek międzynarodowych protestów i wyjechał w roku 1973. Wkrótce potem opublikował na Zachodzie autobiografię The Great Game (Wielka gra).